# Conferencia de Herzliya
La Conferencia de Herzliya es una cumbre anual que se celebra en la Universidad Reichman en Herzliya, Israel, para discutir cuestiones de política y seguridad nacional de Israel.

## Historia
La Conferencia de Herzliya se estableció en diciembre de 2000 como una reunión anual celebrada a puerta cerrada de la élite política, de seguridad, inteligencia y empresarial más importante del país, su objetivo declarado era hacer un balance de la seguridad nacional de Israel en varias dimensiones: El equilibrio militar, el entorno diplomático internacional, la salud económica, el tejido social, la calidad de la educación, el desempeño del gobierno y la relación con el mundo judío. El Instituto de Política y Estrategia, dirigido por Alex Mintz, y la Escuela Lauder de Gobierno, Diplomacia y Estrategia, patrocinan la Conferencia de Herzliya. El instituto estudia la política nacional e internacional, con el objetivo de mejorar el proceso de toma de decisiones estratégicas, a través de la investigación impulsada por la política y por la interacción entre los analistas y los formuladores de políticas. El instituto es considerado un líder mundial en la evaluación de riesgos en la región de Oriente Medio. La Red Europea de Liderazgo (ELNET) y el Foro de Diálogo Estratégico, organizan periódicamente mesas redondas de debate sobre diversos temas determinados, en la conferencia de Herzliya.

## Invitados notables

### Ariel Sharon
El ex-Primer Ministro de Israel, Ariel Sharón, pronunció varios de sus discursos sobre política exterior en la conferencia de Herzliya. Sus discursos en ese foro fueron comparados con el discurso sobre el estado de la Unión del Presidente de los Estados Unidos. En la tercera conferencia de Herzliya, Sharón anunció su apoyo a la hoja de ruta para la paz, y en la cuarta conferencia de Herzliya, presentó por primera vez su plan de retirada unilateral de la Franja de Gaza.

### Ehud Ólmert
El 24 de enero de 2006, Ehud Ólmert dijo en la conferencia de Herzliya que apoyaba la creación de un futuro estado palestino y que Israel tenía que renunciar a una parte de la Cisjordania ocupada, para así poder mantener una mayoría judía en Eretz Israel.